# 1-я механизированная бригада 4-й пехотной дивизии
1-я механизированная бригада 4-й пехотной дивизии (англ. 1st Stryker Brigade Combat Team, 4th Infantry Division) — тактическое соединение Армии США в составе 4-й пехотной дивизии.
Сокращённое наименование в английском языке — 1 SBCT, 4 ID, 1-4 ID.
Пункт постоянной дислокации — Форт-Карсон возле Колорадо-Спрингс, штат Колорадо.

## История
Бригада «Рейдер» была сформирована 19 ноября 1917 года в регулярной армии как штабной отряд 4-й пехотной дивизии. Подразделение участвовало в Первой мировой войне и принимало участие в многочисленных кампаниях, в том числе в Эн — Марне, Сен-Миеле, Мёз-Аргоне, Шампани (1918) и Лотарингии.
6 июля 1942 года она была реорганизованав штабную роту 4-й пехотной дивизии для подготовки к первоначальному наступлению в Нормандии. После окончания Второй мировой войны подразделение было инактивировано 12 марта 1946 года в Кэмп-Батнер, Северная Каролина. Рейдерская бригада служила во Вьетнаме, участвуя в многочисленных операциях и контрнаступлениях.
15 октября 1995 года бригада была инактивирована в Форт-Карсоне, штат Колорадо, но 16 января 1996 года была восстановлена в Форт-Худе, штат Техас. В марте 2003 года бригада «Рейдер» была развёрнута в Ираке в поддержку операции «Иракская свобода». 13 декабря 2003 года 600 солдат бригады «Рейдер» вместе с силами специальных операций начали операцию «Красный рассвет», в результате которой был захвачен бывший президент Ирака Саддам Хусейн. В 2004 году бригада «Рейдер» была реорганизована и переименована в 1-ю бригаду 4-й пехотной дивизии. Рейдерская бригада вернулась в Ирак в январе 2006 года, выполнив вторую ротацию в поддержку операции «Иракская свобода».
В третий раз бригада «Рейдер» была развёрнута в марте 2008 года в южном Багдаде во время пика насилия на религиозной почве. После успешных провинциальных выборов в январе 2009 года бригада «Рейдер» вернулась в Форт-Худ в марте 2010 года. Летом 2009 года бригада «Рейдер» передислоцировалась из Форт-Худа, штат Техас, в Форт-Карсон, штат Колорадо.
В сентябре 2009 года бригада получила приказ направиться в Афганистан для поддержки операции «Несокрушимая свобода». Бригада была развёрнута в июле 2010 года и действовала в составе двух региональных командований на юге и западе Афганистана. Объединенная оперативная группа «Рейдер» сражалась и тренировалась бок о бок с Силами национальной безопасности Исламской Республики Афганистан и Международными силами содействия безопасности от Герата и Фараха до Кандагара и Аргандаба. Бригада «Рейдер» была развёрнута в феврале 2013 года в поддержку операции «Спартанский щит» в Кувейте. Большая часть подразделения была назначена в качестве резерва театра военных действий и базировалась в Кувейте, в то время как элементы бригады действовали в составе северных и южных сил безопасности. Подразделение обеспечивало совместную безопасность и учебные операции между вооруженными силами Кувейта, а также вооруженными силами Иордании.
В марте 2014 года бригада «Рейдер» начала преобразование из бронетанковой в механизированную бригаду, поменяв свои танки M1 «Абрамс» и боевые машины пехоты М2 «Брэдли» на боевые машины «Страйкер». 1-я механизированная бригада сочетает способность к быстрому развёртыванию с живучестью и тактической мобильностью, позволяя солдатам маневрировать в тесных пределах городской местности, обеспечивать защиту на открытой местности и быстро доставлять пехоту на критически важные позиции на поле боя. В течение 2015 и 2016 годов бригада «Рейдер» испытывала боевую машину «Страйкер» в ходе многочисленных учений. В 2017 и 2018 годах бригада ротировалась в Национальный учебный центр в Форт-Ирвин, штат Калифорния, и была развёрнута в поддержку операций «Страж свободы» и «Решительная поддержка».

## Награды
Бригада заслужила множество наград за участие в кампаниях, включая Мёз-Аргоннскую во время Первой мировой войны; контрнаступление Тет и провинцию Плейку во Вьетнаме; управление Ираком в рамках операции «Иракская свобода» и другие. Среди наиболее престижных наград — два президентских знака отличия, награда за доблестное подразделение, награда за высшее армейское подразделение, Галантный крест Республики Вьетнам с пальмой и бельгийский Fourragère.